# Milema nuichua
Espèce
Milema nuichua est une espèce d'araignées aranéomorphes de la famille des Telemidae.

## Distribution
Cette espèce est endémique de la province de Ninh Thuận au Viêt Nam,. Elle se rencontre dans le parc national de Núi Chúa.

## Description
Le mâle holotype mesure 0,90 mm et la femelle paratype 0,95 mm.

## Systématique et taxinomie
Cette espèce a été décrite par Zhao et Li en 2022.

## Étymologie
Son nom d'espèce lui a été donné en référence au lieu de sa découverte,  le parc national de Núi Chúa.

## Publication originale
- Lin, Zhao, Koh & Li, 2022 : « Taxonomy notes on twenty-eight spider species (Arachnida: Araneae) from Asia. » Zoological Systematics, vol. 47, no 3, p. 198-270 (texte intégral).